# Tunindex
Le Tunindex est un indice boursier de référence de la Bourse de Tunis. Introduit le 31 décembre 1997 avec une valeur de base fixée à 1 000, il repose sur une méthodologie pondérée en fonction des capitalisations boursières flottantes. 
L'indice Tunindex est conçu comme un outil statistique de type rendement, où les dividendes associés sont réinvestis, permettant ainsi d'évaluer la tendance générale observée sur les marchés des valeurs mobilières échangées sur la cote boursière.
En tant qu'indicateur majeur du marché financier tunisien, l'indice Tunindex vise à offrir un aperçu synthétique de l'évolution des titres de capital inscrits en bourse. 

## Résultats
En 2016, le Tunindex affiche une hausse de 8,86 %, une progression qui se confirme en 2017, où il affiche pour l'exercice annuel une croissance de 14,45 %.
En juillet 2023, le Tunindex dépasse pour la première fois de son histoire la barre des 9 000 points.

## Composition
Au 11 août 2023, l'indice est composé des 71 titres suivants :
| Symbole | Société                                           | Nombre de titres admis dans l'indice | Secteur                                  |
| ------- | ------------------------------------------------- | ------------------------------------ | ---------------------------------------- |
| MNP     | Monoprix                                          | 25 345 736                           | Distribution                             |
| SFBT    | Société de fabrication des boissons de Tunisie    | 247 500 000                          | Agroalimentaire et boissons              |
| BTE     | Banque de Tunisie et des Émirats                  | 1 000 000                            | Banques                                  |
| SPDIT   | SPDIT - SICAF                                     | 28 000 000                           | Services financiers                      |
| TJARI   | Attijari Bank                                     | 40 741 997                           | Banques                                  |
| BIAT    | Banque internationale arabe de Tunisie            | 35 700 000                           | Banques                                  |
| BH      | BH Bank                                           | 47 600 000                           | Banques                                  |
| TLS     | Tunisie Leasing et Factoring                      | 10 800 000                           | Services financiers                      |
| BT      | Banque de Tunisie                                 | 270 000 000                          | Banques                                  |
| AL      | Air liquide Tunisie                               | 1 637 504                            | Chimie                                   |
| UBCI    | UBCI                                              | 20 001 529                           | Banques                                  |
| PLTU    | Placements Tunisie-SICAF                          | 1 000 000                            | Services financiers                      |
| STB     | Société tunisienne de banque                      | 155 375 000                          | Banques                                  |
| AST     | Astree                                            | 6 000 000                            | Assurances                               |
| BNA     | Banque nationale agricole                         | 64 000 000                           | Banques                                  |
| ICF     | ICF                                               | 2 100 000                            | Chimie                                   |
| AB      | Amen Bank                                         | 26 481 000                           | Banques                                  |
| ATB     | Arab Tunisian Bank                                | 100 000 000                          | Banques                                  |
| UIB     | Union internationale de banques                   | 32 560 000                           | Finance                                  |
| SIMPA   | Simpar                                            | 1 100 000                            | Bâtiment et matériaux de construction    |
| TINV    | Tuninvest SICAR                                   | 966 000                              | Services financiers                      |
| CIL     | Compagnie internationale de leasing               | 7 000 000                            | Services financiers                      |
| ATL     | ATL                                               | 32 500 000                           | Services financiers                      |
| STIP    | Société tunisienne des industries de pneumatiques | 4 207 823                            | Automobiles et équipementiers            |
| PGH     | Poulina Groupe Holding                            | 180 003 600                          | Agroalimentaire et boissons              |
| STAR    | Société tunisienne d'assurance et de réassurance  | 2 307 693                            | Assurances                               |
| MAG     | Magasin général                                   | 15 777 070                           | Distribution                             |
| SOTET   | Sotetel                                           | 4 636 800                            | Bâtiment et matériaux de construction    |
| BHASS   | BH Assurances                                     | 2 660 000                            | Assurances                               |
| SOTUV   | Sotuver                                           | 39 254 475                           | Biens et services industriels            |
| MGR     | Sotumag                                           | 13 200 000                           | Distribution                             |
| SIAME   | Siame                                             | 15 444 000                           | Biens et services industriels            |
| TJL     | Atiijari Leasing                                  | 2 750 000                            | Services financiers                      |
| STPIL   | Sotrapil                                          | 4 138 200                            | Pétrole et gaz                           |
| BHL     | BH Leasing                                        | 7 000 000                            | Services financiers                      |
| SOMOC   | Somocer                                           | 40 656 000                           | Bâtiment et matériaux de construction    |
| ASSAD   | Assad                                             | 24 000 000                           | Automobiles et équipementiers            |
| SITS    | SITS                                              | 15 600 000                           | Bâtiment et matériaux de construction    |
| WIFAK   | Wifack International Bank                         | 30 000 000                           | Banques                                  |
| SOKNA   | Essoukna                                          | 5 050 500                            | Bâtiment et matériaux de construction    |
| TPR     | TPR                                               | 50 000 000                           | Matières premières                       |
| SOPAT   | SOPAT                                             | 27 861 250                           | Agroalimentaire et boissons              |
| ARTES   | Artès                                             | 38 250 000                           | Distribution                             |
| HL      | Hannibal Lease                                    | 11 000 000                           | Services financiers                      |
| SCB     | Ciments de Bizerte                                | 44 047 290                           | Bâtiment et matériaux de construction    |
| TRE     | Tunis Re                                          | 20 000 000                           | Assurances                               |
| CC      | Carthage Cement                                   | 343 624 940                          | Bâtiment et matériaux de construction    |
| NAKL    | Ennakl Automobiles                                | 30 000 000                           | Distribution                             |
| TLNET   | Telnet                                            | 12 130 800                           | Technologie                              |
| AETEC   | AeTech                                            | 2 223 334                            | Technologie                              |
| LNDOR   | Land'or                                           | 13 784 285                           | Agroalimentaire et boissons              |
| OTH     | OneTech Holding                                   | 80 400 000                           | Biens et services industriels            |
| NBL     | New Body Line                                     | 4 250 400                            | Produits ménagers et de soins personnels |
| CITY    | City Cars                                         | 18 000 000                           | Distribution                             |
| ECYCL   | Euro-Cycles                                       | 9 801 000                            | Produits ménagers et de soins personnels |
| BL      | Best Lease                                        | 30 000 000                           | Services financiers                      |
| CELL    | Cellcom                                           | 4 461 532                            | Distribution                             |
| SOTEM   | Sotemail                                          | 34 513 514                           | Bâtiment et matériaux de construction    |
| SAH     | Société des articles hygiéniques                  | 84 015 979                           | Produits ménagers et de soins personnels |
| MPBS    | MPBS                                              | 10 334 430                           | Bâtiment et matériaux de construction    |
| STPAP   | Sotipapier                                        | 28 184 091                           | Matières premières                       |
| TGH     | Tawasol Group Holding                             | 108 000 000                          | Télécommunications                       |
| DH      | Délice Holding                                    | 54 907 262                           | Agroalimentaire et boissons              |
| PLAST   | Officeplast                                       | 14 662 164                           | Produits ménagers et de soins personnels |
| UMED    | UNIMED                                            | 32 000 000                           | Santé                                    |
| SMD     | Sanimed                                           | 12 400 000                           | Bâtiment et matériaux de construction    |
| SAM     | Société Meuble Intérieurs                         | 5 561 635                            | Biens et services industriels            |
| ASSMA   | Assurances Maghrébia                              | 4 500 000                            | Assurances                               |
| STA     | Société tunisienne des automobiles                | 2 000 000                            | Distribution                             |
| SMART   | Smart Tunisie                                     | 8 677 237                            | Distribution                             |
| AMV     | Assurances Maghrébia Vie                          | 25 000 000                           | Assurances                               |